# Nacht van Woerden
Die Nacht van Woerden ist ein niederländisches Cyclocrossrennen.

## Geschichte
Erste internationale Crossrennen waren in Woerden bereits 1996 ausgerichtet worden, dazu die niederländischen Meisterschaften 1998. Diese standen allerdings nicht in Zusammenhang mit der Nacht van Woerden. Letztere findet seit 2000 im Rahmen des Koeiemart statt, eines jährlichen Volksfests. Schauplatz sind die ehemaligen Befestigungsanlagen am Rande des Stadtzentrums, Termin ist jeweils die zweite Oktoberhälfte. Das Rennen findet nach Einbruch der Dunkelheit bei künstlicher Beleuchtung statt, eine Eigenart, die es mit dem Veldrit Diegem in Belgien teilt. Entlang des Parcours wird das Denkmal von Arie van Vliet passiert, des aus Woerden stammenden Olympiasiegers und mehrfachen Weltmeisters im Bahnradsport.
Der Cross ist unabhängig organisiert, gehört also keiner Rennserie an und wird auch nicht im Fernsehen übertragen. Aus diesem Grunde ist seine Bedeutung begrenzt. Speziell für niederländische Fahrer ist er, angesichts des Mangels an bedeutenden Rennen in den Niederlanden, eine seltene Gelegenheit, sich vor Heimpublikum zu präsentieren. Rekordsieger ist Lars van der Haar, der aus dem nahen Amersfoort stammt.
2006 entfiel das Rennen, da die Organisatoren den im Januar 2007 in Woerden stattfindenden nationalen Meisterschaften den Vorrang gaben. 2020 und 2021 entfiel es infolge der Corona-Pandemie.
Es existieren unterschiedliche Angaben, seit wann ein Frauenrennen im Rahmen der Nacht van Woerden abgehalten wurde. Im internationalen UCI-Kalender steht es seit 2010.

## Siegerliste

### Männer
- 2000:  Erwin Vervecken
- 2001:  Bart Wellens
- 2002:  Richard Groenendaal
- 2003:  Bart Wellens
- 2004:  Sven Nys
- 2005:  Richard Groenendaal
- 2006: nicht ausgetragen
- 2007:  Erwin Vervecken
- 2008:  Klaas Vantornout
- 2009:  Sven Nys
- 2010:  Tom Meeusen
- 2011:  Bart Aernouts
- 2012:  Bart Aernouts
- 2013:  Marcel Meisen
- 2014:  Thijs van Amerongen
- 2015:  Lars van der Haar
- 2016:  Lars van der Haar
- 2017:  Lars van der Haar
- 2018:  Lars van der Haar
- 2019:  Lars van der Haar
- 2020–2021: nicht ausgetragen
- 2022:  Lars van der Haar
- 2023:  Lars van der Haar
- 2024:  Lars van der Haar

### Frauen
- 2010:  Daphny van den Brand
- 2011:  Daphny van den Brand
- 2012:  Sanne van Paassen
- 2013:  Marianne Vos
- 2014:  Ellen Van Loy
- 2015:  Pavla Havlíková
- 2016:  Lucinda Brand
- 2017:  Helen Wyman
- 2018:  Marianne Vos
- 2019:  Maud Kaptheijns
- 2020–2021: nicht ausgetragen
- 2022:  Kata Blanka Vas
- 2023:  Fem van Empel
- 2024:  Lucinda Brand